# رأس العين حمر
رأس العين حمر قرية سوريّة تتبع إداريّاً لمحافظة حلب منطقة منبج ناحية خفسة، بلغ تعداد سكانها (1,568) نسمة حسب التعداد السكاني لعام 2004.